# Szudzsonggva
A szudzsongva (hangul: 수정과) gyömbér, fahéj és datolyaszilva felhasználásával készített koreai üdítőital, alkoholmentes puncs.

## Története
Már a Korjo-dinasztia korában (918–1392) készítették, újév napján: a gyömbért vízben felfőzték és szárított datolyaszilvát adtak hozzá. Az 1925-ben kiadott Hedong csukcsi (해동죽지) bekcseho (백제호) néven említi, ami szó szerint annyit tesz, „fehér, tejszerű ital”. Ezt a nevet a szárított datolyaszilvát bevonó fehér cukorréteg miatt kapta. Később lett a neve szudzsonggva.

## Készítése
A meghámozott, vékonyra szeletelt gyömbért vízben felforralják, majd leszűrik. Külön vízben ugyanígy fahéjat forralnak. Ezt követően a kettőt összeöntik, majd cukorral ízesítik. A lehűlt puncsba hámozott, magvától megfosztott, szárított datolyaszilva-szeleteket tesznek és hűtőben tovább hűtik. Amikor a datolyaszilva megpuhult, fenyőmaggal megszórva tálalják.